# Ruger Mini-14
Ruger Mini-14 je samonabíjecí puška vyráběná společností Sturm, Ruger & Co.  V zásadě se konstrukčně jedná o zmenšenou a upravenou pušku M14 na ráži 5,56 NATO. 

## Historie
Cílem W. Rugera bylo vyvinout jednoduchou, spolehlivou a cenově dostupnou samonabíjecí pušku v ráži 5,56 NATO, která by uspokojila nároky většiny střelců. Při konstrukci zbraně si vypůjčil osvědčené konstrukční detaily z dřívějších střelných zbraní. Základem se stala puška M14, která ale byla poměrně drahá na výrobu, některé její části byly zbytečně složité a nebyly zásadní pro spolehlivou funkci zbraně. Pro zjednodušení konstrukce byl použit závorník z pušky M1 Garand a rovněž plynový píst. Zásadní vliv na snížení ceny celé zbraně byla použitá metoda přesného odlévání, kterou byly vyrobeny hlavní části zbraně. Díky tomu nákladný proces třískového obrábění byl použit pouze na minimum prvků. Zbraň byla uvedena na trh roku 1973, zpočátku levná zbraň pro nenáročné střelce byla dále vylepšována a dnes již patří k dražším a kvalitnějším. Z rozhodnutí W. Rugera nebyla na domácím trhu zbraň nikdy nabízena v automatické verzi pro civilní uživatele, ačkoli to do roku 1986 bylo možné. Zbraň byla zavedena do výzbroje několika armád a bezpečnostních složek.

## Popis
Mini-14 funguje na principu odběru prachových plynů z hlavně, které jsou vedeny kanálkem pod hlavní na píst, který je pevně spojen s nosičem závorníku. Uzamykání závěru je řešeno otočným závorníkem. Zbraň je vybavena střeleckou pohotovostí.

## Varianty

### Ranch Rifle
Ranch Rifle je základní model s délkou hlavně 470 mm, dodávaný s dřevěnou nebo syntetickou pažbou. Provedení povrchové úpravy je buď černěné nebo nerezové. Od roku 1982 je zbraň vybavena základnou pro snazší instalaci puškohledu.

### Target rifle
Target rifle je varianta určená pro přesnou sportovní střelbu, vyráběná od roku 2007 a nabízená pouze v ráži .223 Remington. Za studena kovaná těžká hlaveň je dlouhá 560 mm.

### Tactical Rifle
Tactical Rifle je verze vyráběná od roku 2009, zkrácená hlaveň je dlouhá 409 mm a na ústí vybavená tlumičem záblesku. Dodávána s pevnou pažbou nebo se skládací. Od roku 2019 vyráběna také v ráži .300 AAC Blackout.

### Mini Thirty
Mini Thirty (Ruger Mini 30) v ráži 7,62 × 39 mm byla uvedená na trh v roce 1987 a získala si v USA oblibu jako lovecká zbraň. Je dodávána ve standardní délce hlavně i zkrácené.

### Mini-14 GB
Mini-14 GB je verze nabízená pouze pro ozbrojené složky (zkratka GB znamená government barrel). Zbraň má stranově sklopnou pažbu, pistolovou rukojeť, ústí hlavně opatřené závitem, tlumičem záblesku a úchyt pro připevnění bajonetu.

### AC-556
AC-556 uvedená na trh v roce 1979 je verze určená výhradně pro ozbrojené složky schopná plně automatické střelby (stranově sklopná pažba, pistolová rukojeť, ústí hlavně opatřené závitem a tlumičem záblesku a úchyt pro připevnění bajonetu).

### Mousqueton A.M.D.
Mousqueton A.M.D. je název pro AC-556 zavedené ve francouzských ozbrojených složkách, kde ji používají různé útvary policie a četnictva. Zbraň je ve dvou variantách, buď se standardním dioptrickým hledím nebo otevřenými mířidly.